# Radwin
A RADWIN é uma empresa de telecomunicações que desenvolve e fabrica hardware para banda larga wireless ponto a ponto e ponto a multiponto. As suas soluções são utilizadas por operadoras de telecomunicações, governos estaduais e municipais, comunidades remotas, provedores de serviços de internet e redes privadas. A RADWIN também fornece soluções para aplicações móveis como sistemas de metrôs, redes de ônibus, barcas e aeroportos, bem como para veículos como veículos de patrulha e maquinário pesado tripulado e autônomo em minas e portos. O hardware é utilizado para backhaul de celulares e IP, acesso de banda larga doméstico e corporativo, conectividade de redes privadas e transmissão de vigilância em vídeo.
As soluções da RADWIN são implantadas em mais de 150 países, com um total de mais de 100.000 unidades implantadas. A empresa está sediada em Tel Aviv, Israel, com escritórios no Brasil, El Salvador, China, Colômbia, Polónia, Índia, Israel, México, Peru, Filipinas, Senegal, Singapura, África do Sul, Rússia, Espanha, Tailândia, Reino Unido e Estados Unidos.

## Histórico

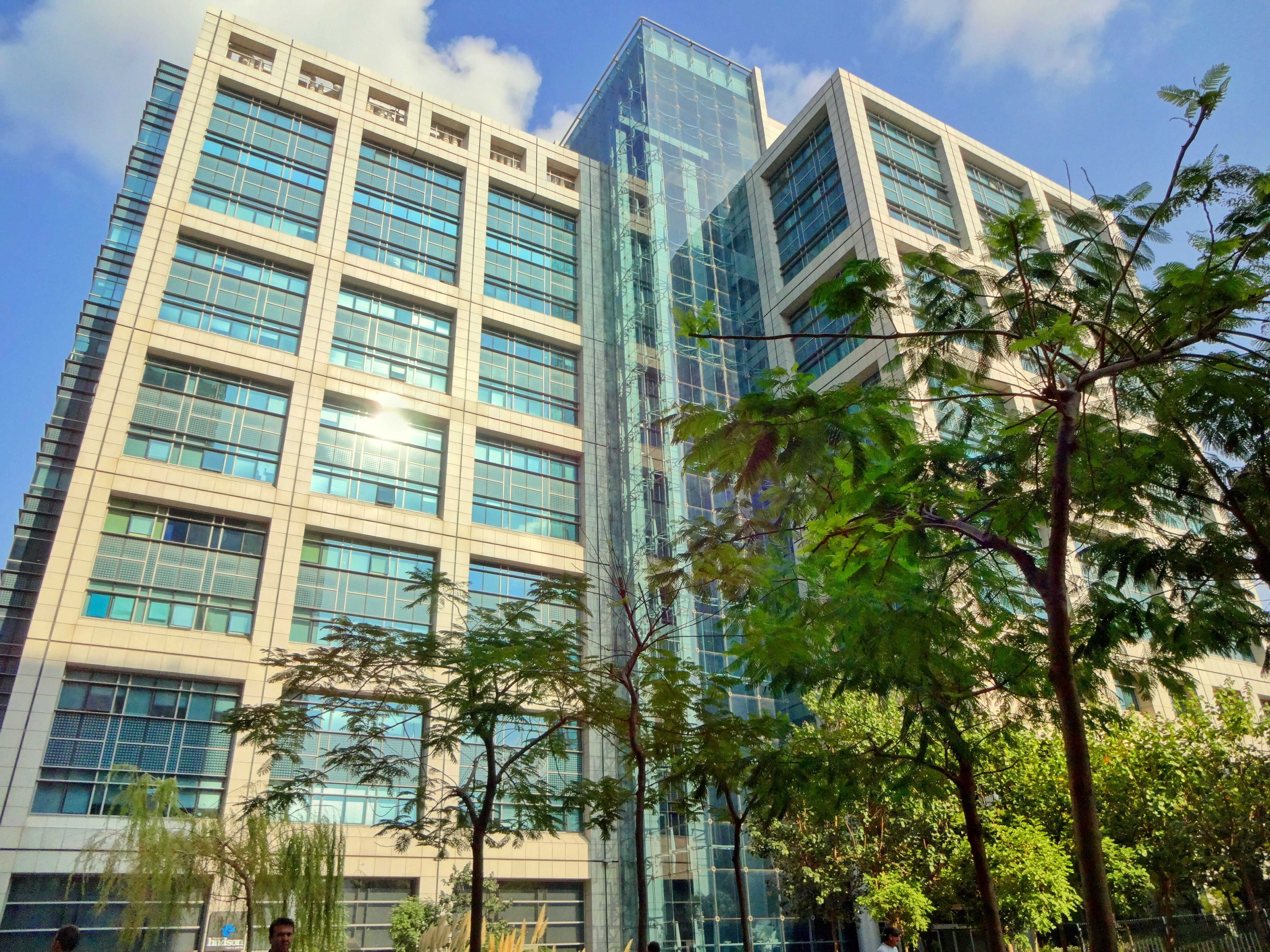
Escritório Central da RADWIN, Tel Aviv

A empresa foi fundada em 1997 por Sharon Sher. Durante o tempo em que serviu as forças armadas, ele participou de uma unidade de elite em P&D, onde trabalhou em projetos envolvendo sistemas de telecomunicações e comunicações sem fio. Após se graduar em Matemática e Física pela Universidade Hebraica de Jerusalém e obter um mestrado em engenharia eletrônica pela Universidade de Tel Aviv, ele fundou a RADWIN em 1997. Os primeiros produtos foram sistemas ponto a ponto.

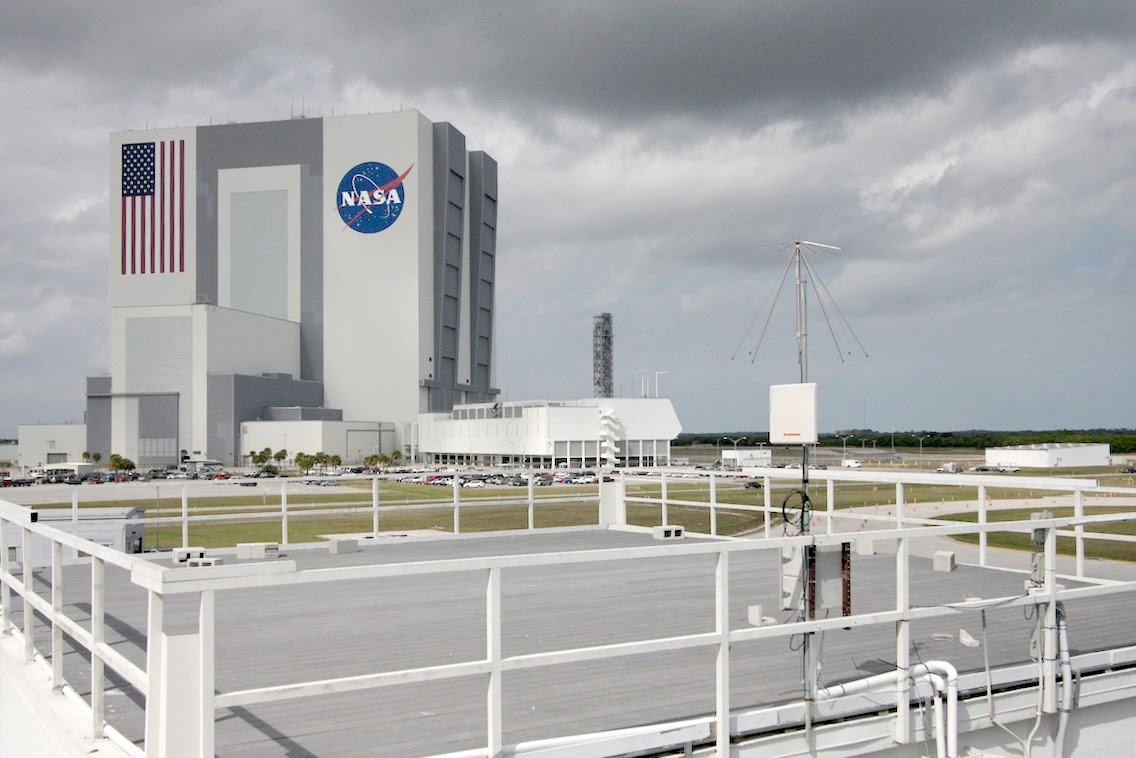
Um sistema RADWIN operam no Centro Espacial John F. Kennedy, na Flórida.

Em 2005, a empresa vendeu os seus primeiros 10 mil rádios e seus produtos foram escolhidos para um dos maiores projetos em backhaul de WiFi da Ásia, com mais de 1.000 links. A RADWIN foi selecionada pela Indian Railways para conectividade entre trens e trilhos, e no mesmo ano a empresa abriu um escritório na Índia. Após o Tsunami de 2004, a RADWIN doou 1.000 unidades de banda larga wireless para a reconstrução da rede de comunicações da Tailândia.
Em 2006, a empresa lançou seus primeiros produtos de ponto a multiponto. Em 2007, a RADWIN havia vendido mais de 50 mil unidades em mais 70 países. E em 2008, este número chegou a 100 mil unidades em mais de 100 países.
Em 2013, a solução FiberinMotion da RADWIN foi selecionada e implantada no Metrô de Moscou, fornecendo comunicação wireless em banda larga entre os trens e a rede do metrô por meio de rádios instalados nas laterais dos túneis, entregando internet em alta velocidade (90Mbit/s) para os passageiros, e infraestrutura para sistemas CFTV em tempo real com resolução HD, sistemas de informação para passageiros e sistemas de controle embarcados nos trens.

## Prêmios
- 2004, Prêmio do Presidente do WISP (Fornecedores de acesso à Internet sem fio)[6]
- 2005, Prêmio da Princesa Maha Chakri Sirindhorn da Tailândia pelo auxílio após o Tsunami
- Indicação para o Deloitte Technology Fast 50 em 2008, 2009, 2010 e 2011[7]
- 2010, Prêmio da Câmara de Comércio Israel-América Latina por ‘Desempenho Excepcional e Contribuição Duradoura’ para o comércio bilateral entre Israel e América Latina.